# Ilava (stacja kolejowa)
Ilava (słow: Železničná stanica Ilava) – stacja kolejowa w miejscowości Ilava, w kraju trenczyńskim, na Słowacji.
Znajduje się na zelektryfikowanej linii 120 Bratislava – Žilina.

## Linie kolejowe
- Linia 120 Bratislava – Žilina

## Historia
Stacja została zmodernizowana w ramach V etapu przebudowy odcinka Trenčianska Teplá - Beluša. Prace nad samą stacją rozpoczęły się 18 lutego 2013.